# Цистерціанська система числення
Цистерціанська система числення або Цистеріанські цифри — це система числення, якою користувалися ченці цистерціанці. Вона дозволяє записати числа від 1 до 9999 одним символом.
Ця система була описана The Ciphers of the Monks: a Forgotten Number-notation of the Middle Ages книзі Девіда А. Кінґ опублікував у 2001 році .

## Правила запису

Запис цистерціанських одиниць, десятків, сотень, тисяч.

Основним символом системи є пряма вертикальна лінія, немов вісь координат, що розділяє двовимірну площину на чотири квадранти. Кожен із цих чотирьох квадрантів означає одне з чотирьох чисел: 
- верхній правий квадрант вказує на число одиниць (0-9),
- верхній лівий квадрант вказує на число десятків (10-90),
- нижній правий квадрант вказує на число сотень (100-900),
- нижній лівий квадрант вказує на число тисяч (1000-9000).

Таким чином число можна визначити шляхом візуального огляду.

Приклади запису:

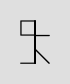
1492
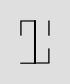
1776
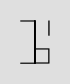
1916
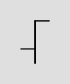
2001
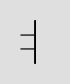
2020

### Варіанти
Система змінювалася залежно від географічних зон і періодів. У деяких версіях допускаються числа від 1 до 99 із дев’ятьма різними позиціями одиниць кодування лівої бічної панелі та ще дев’ятьма для десятків правої бічної панелі. Додавання додаткових смуг або навіть точок залежно від версії дозволило кодувати дев’ять цифр на чверті основної смуги. Ця зміна звільняє два слоти для кодування сотень і тисяч.

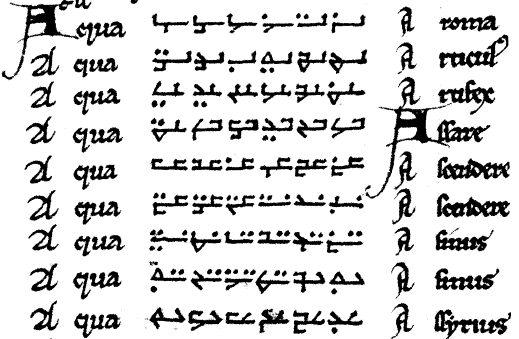
21, 41, 81, 85, 106, 115
146, 148, 150, 169, 194, 198
…
779, 783, 803, 818, 834, 858.

В інших версіях як основний символ використовується горизонтальна смуга.

## Історія
Цю систему числення винайшли французькі ченці-цистерціанці. Цистеріанські числа були мали популярність по всій Європі допоки їх не витіснили арабські числа та вийшла з ужитку. Згодом ця система числення надихнула кількох стенографістів та криптографів.
У Британії John of Basingstoke був першим, хто використав систему позначення предків для чисел від 1 до 99.
Ця система знайдена на астролябії Берселія, французькій астролябії з Пікардії XIV століття є свідченням походження нотних записів у давньогрецькій стенографії цистеріанськими монастирями в Англії та території, яка зараз є прикордонною країною між Бельгією та Францією, від середньовіччя до її загробного життя в книгах епохи Відродження.